# Sløverfjordtunnel
Der Sløverfjordtunnel (norwegisch Sløverfjordtunnelen) ist ein einröhriger Straßentunnel unter dem Sløverfjord an der Insel Austvågøya in der Kommune Hadsel der Fylke Nordland in Norwegen. Der Tunnel erstreckt sich über 3336 Meter im Verlauf der Europastraße 10 zwischen der kleinen Insel Årnøya und der Landzunge Svartgalten auf der Ostseite des Fjords.